# 滑空標的機
滑空標的機（かっくうひょうてきき）は、大日本帝国海軍が試作した無人標的機（軍用グライダー）。機体番号は「MXY3」。

## 概要
航空機曳航の吹流しに代わる艦艇の対空射撃用標的として、海軍航空技術廠（空技廠）は1937年（昭和12年）秋に、山本晴之技師を設計主務者として標的用グライダーの開発を開始。機体の製作は茅ヶ崎製作所で行われ、試作一号機は1938年（昭和13年）初頭に初飛行した。その後、製造に河合楽器も加わって約30機が生産されたが、飛行までの手順が複雑なことや使い捨てのためコストがかさむことなどの問題があったため、制式採用されることはなく後継機となる一式標的機にその座を譲った。
機体は単葉高翼の木製機で、九四式水上偵察機の上部に搭載された状態から空中発進する。初期は安定性が不足し直進が難しいという問題点があったが、魚雷用のジャイロ式操舵器を応用した操縦装置の装備によって解決された。また、胴体断面形の変更や黄色の塗装によって視認性を向上させたMXY3改造型も製作された。

## 諸元
- 全長：5.0 m
- 全幅：8.0 m
- 主翼面積：8.0 m2
- 全備重量：310 kg
- 滑空速度：157 km/h
- 乗員：0名